# Benedikt Föger

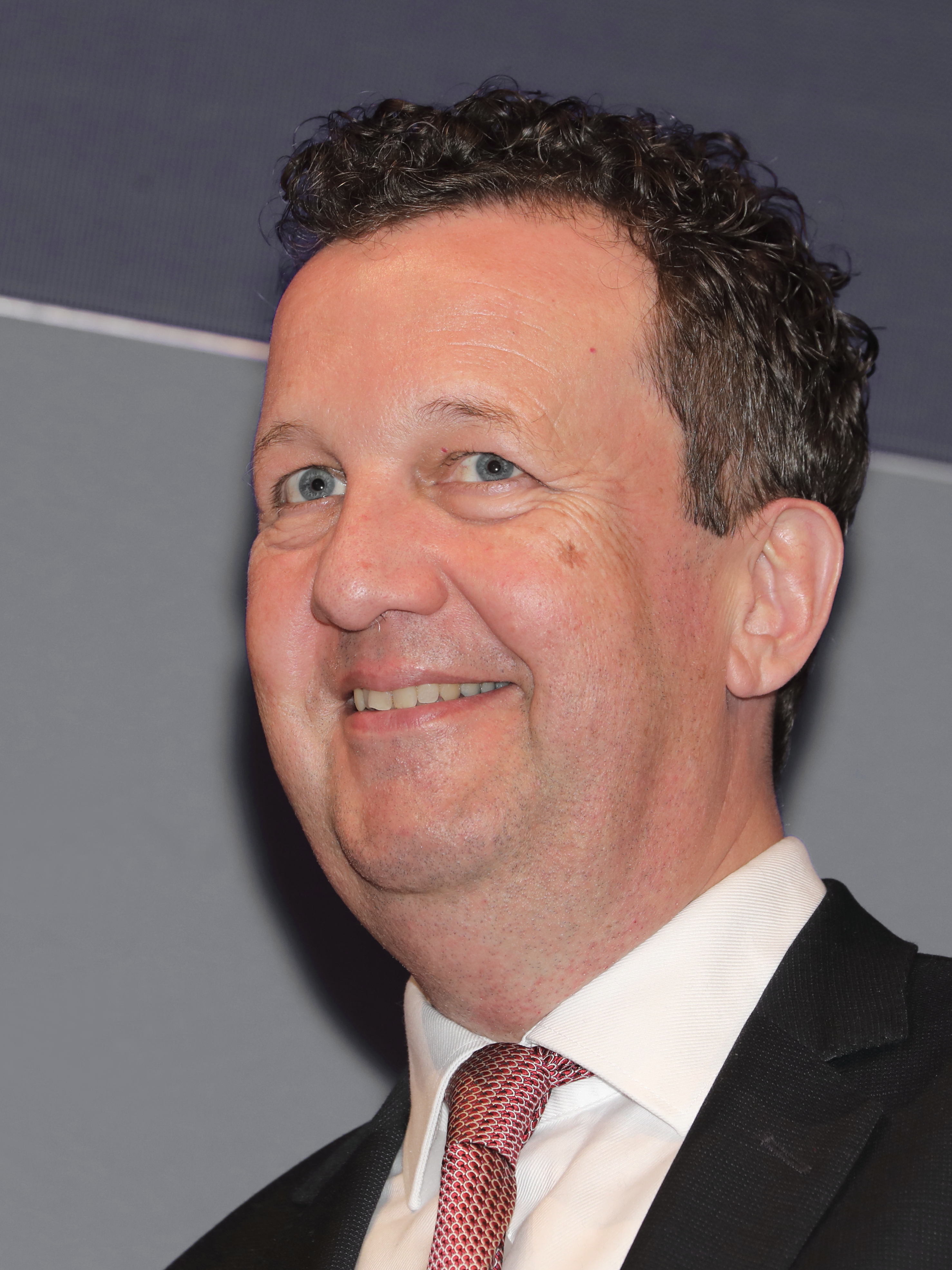
Benedikt Föger (2023)

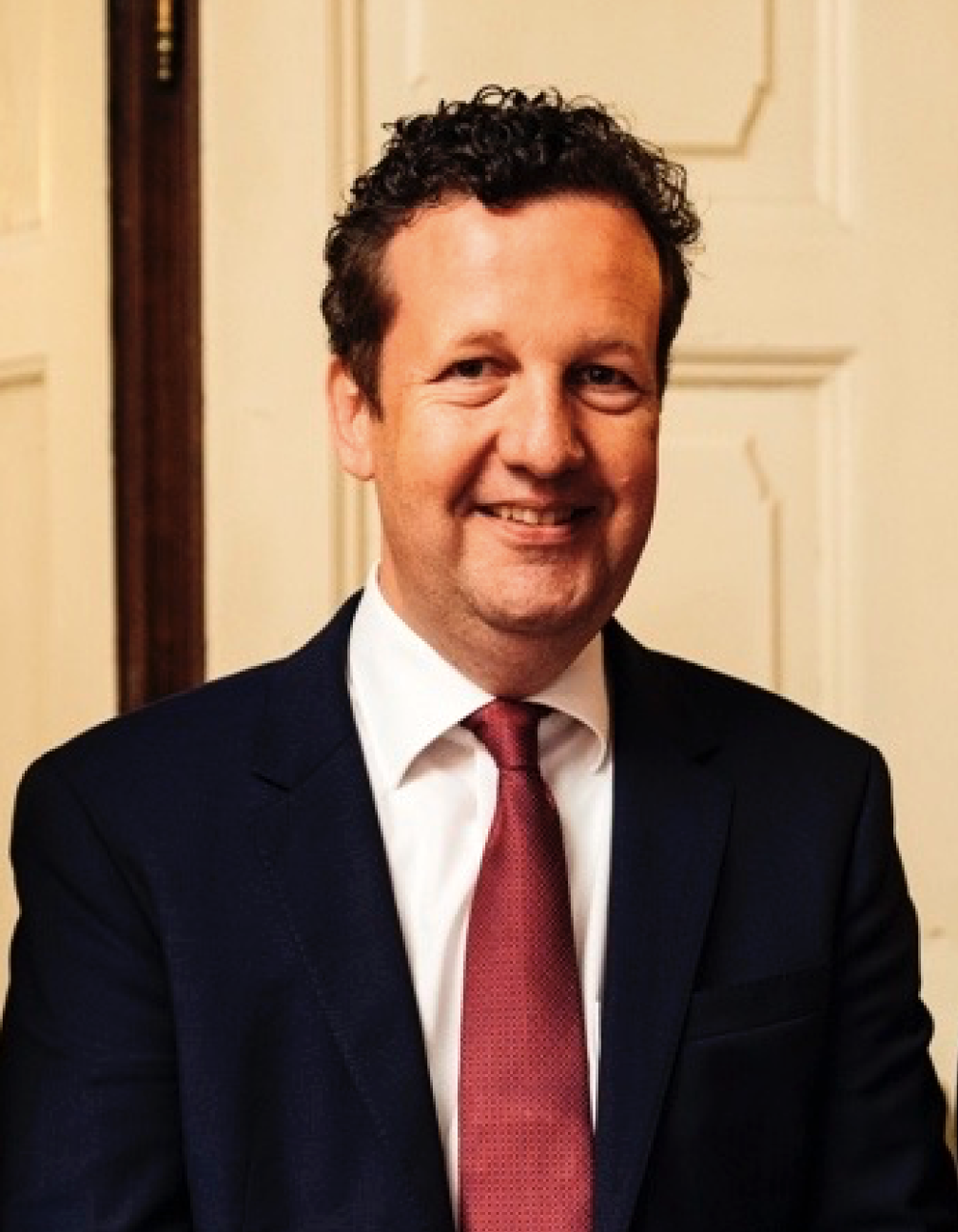
Benedikt O. Föger (2019)

Benedikt O. Föger (* 1. August 1970 in Ried im Innkreis) ist ein österreichischer Verleger, Wissenschaftsjournalist und Autor.

## Leben
Nach dem Studium der Biologie und Germanistik in Wien arbeitete Föger im Verein für Bewährungshilfe und soziale Arbeit; es folgten Forschungsaufenthalte an der Oxford University und in Uruguay.
Zahlreiche wissenschaftliche Publikationen verfasste Föger als Wissenschaftsjournalist (v. a. im „Spectrum“, der „Presse“ und beim „Universum Magazin“) und Autor. Dafür wurde er mit dem Österreichischen Förderungspreis für Wissenschaftspublizistik 2001 ausgezeichnet.
Seit 2004 ist Föger geschäftsführender Gesellschafter des Czernin Verlages. 2004 erhielt er den Bruno Kreisky Preis für besondere verlegerische Leistungen. Von 2009 bis 2014 war Föger Vorsitzender des Österreichischen Verlegerverbandes und Vizepräsident des Hauptverbandes des Österreichischen Buchhandels. Seit 2014 ist er Präsident des Hauptverbandes des Österreichischen Buchhandels und Delegierter zum Europäischen Verlegerverband, Federation of European Publishers/Fédération des éditeurs européens, FEP/FEE.

## Veröffentlichungen
- Benedikt Föger, Klaus Taschwer: Die andere Seite des Spiegels – Konrad Lorenz und der Nationalsozialismus. Czernin, Wien 2001, ISBN 3-7076-0124-2
- Klaus Taschwer, Benedikt Föger: Konrad Lorenz – Biographie. Zsolnay, Wien 2003, ISBN 3-552-05282-8. Auch: dtv, München 2009, ISBN 978-3-423-34527-9
- Kurt Kotrschal / Vivien Bromundt und Benedikt Föger: Faktor Hund – Eine sozio-ökonomische Bestandsaufnahme. Czernin, Wien 2004, ISBN 978-3-7076-0199-2
- Benedikt Föger (Hrsg.): Verlegte Zeit. Czernin, Wien 2009, ISBN 978-3-7076-0308-8
- Charles Darwin, Benedikt Föger (Hrsg.): Die Bildung der Ackererde durch die Tätigkeit der Würmer. Czernin, Wien 2020, ISBN 978-3-7076-0696-6
- Klaus Taschwer, Benedikt Föger: Konrad Lorenz – Biografie. Czernin, Wien 2023, ISBN 978-3-7076-0817-5

## Auszeichnungen
- 2001: Österreichischer Staatspreis für Wissenschaftspublizistik, Förderungspreis
- 2004: Bruno Kreisky Preis für besondere verlegerische Leistungen
- 2022: Österreichisches Ehrenkreuz für Wissenschaft und Kunst I. Klasse[1] Laudatio: Dirk Stermann